# Рамізето
Рамізето (італ. Ramiseto) — колишній муніципалітет в Італії, у регіоні Емілія-Романья,  провінція Реджо-Емілія. З 1 січня 2016 року Рамізето є частиною новоствореного муніципалітету Вентассо.
Рамізето розташоване на відстані близько 340 км на північний захід від Рима, 90 км на захід від Болоньї, 45 км на південний захід від Реджо-нелль'Емілії.
Населення — 1257 осіб (2014).

## Демографія
Населення за роками:

Станом на 31 грудня 2014 року в муніципалітеті офіційно проживало 87 іноземців з 12 країн, серед них 34 громадяни країн Євросоюзу та 11 громадян України.

## Сусідні муніципалітети
- Бузана
- Кастельново-не'-Монті
- Колланья
- Комано
- Монкьо-делле-Корті
- Паланцано
- Ветто